# Олещук, Геннадий Витальевич
Геннадий Витальевич Олещук (род. 6 декабря 1975, Бобруйск, Могилёвская область) — белорусский тяжелоатлет, призёр чемпионата Европы (2003), чемпион мира (2001), призёр Олимпийских игр (2000). Заслуженный мастер спорта Республики Беларусь (2000).

## Биография
Геннадий Олещук родился 29 июня 1975 года в Бобруйске. Начал заниматься тяжёлой атлетикой в возрасте 14 лет под руководством Михаила Рабиковского. В 2000 году на Олимпийских играх в Сиднее занял четвёртое место, но после дисквалификации болгарского атлета Севдалина Минчева получил бронзовую медаль. В 2001 году, установив мировой рекорд в толчке, завоевал звание чемпиона мира. В 2003 году на чемпионате мира в Ванкувере показал третий результат, однако был уличён в использовании запрещённых препаратов и дисквалифицирован на 2 года.
В 2006 году после истечения срока дисквалификации перешёл в более тяжёлую весовую категорию и на чемпионате Европы во Владыславово показал лучший результат, но снова не смог пройти допинг-контроль, был лишён золотой медали и вновь подвергся дисквалификации. В дальнейшем в интервью белорусским средствам массовой информации не отрицал факт приёма запрещённых препаратов и несмотря на разоблачение высказывал мнение, что использование допинга это «оправданный риск».
После повторной дисквалификации был вынужден завершить свою спортивную карьеру. В 2010—2013 годах работал инспектором-методистом в Белорусском физкультурно-спортивном обществе «Динамо». С 2013 года исполняет обязанности заместителя председателя совета Бобруйской городской организационной структуры БФСО «Динамо».